# Nofech
Nofech (hebrejsky נֹפֶךְ, v oficiálním přepisu do angličtiny Nofekh) je vesnice typu společná osada (jišuv kehilati) v Izraeli, v Centrálním distriktu, v Oblastní radě Chevel Modi'in.

## Geografie
Leží v nadmořské výšce 61 metrů v hustě osídlené a zemědělsky intenzivně využívané pobřežní nížině, nedaleko od jižního okraje Šaronské planiny.
Obec se nachází 14 kilometrů od břehu Středozemního moře, cca 14 kilometrů východně od centra Tel Avivu a cca 85 kilometrů jižně od centra Haify. Leží v silně urbanizovaném území, na východním okraji aglomerace Tel Avivu, jejímiž východními výspami jsou zde města Savijon a Jehud-Monoson. 2 kilometry na severu je to pak město Petach Tikva. Společně se sousedními vesnicemi Nechalim, Rinatija, Mazor a Be'erot Jicchak vytváří jednu velkou zemědělskou aglomeraci. Dál k východu již pokračuje převážně zemědělská krajina, byť rovněž s vysokou hustotou osídlení. 5 kilometrů jihozápadním směrem od vesnice leží Ben Gurionovo mezinárodní letiště. Nofech obývají Židé, přičemž osídlení v tomto regionu je etnicky převážně židovské.
Nofech je na dopravní síť napojen pomocí dálnice číslo 40. Východně od vesnice probíhá rovněž severojižním směrem nová dálnice číslo 6 (Transizraelská dálnice).

## Dějiny
Nofech byl založen v roce 1949. Zakladateli osady byla skupina Židů ze severní Afriky, zejména Maroka. Vznikla na pozemcích vysídlené arabské vesnice Rantija, jež uchovávala starší sídelní tradici. Římané ji nazývali Rantia, křižáci Rentie. V roce 1931 v této arabské vesnici žilo 411 lidí v 105 domech. Stála tu základní chlapecká škola založená roku 1947 a mešita. V roce 1948 ji během války za nezávislost dobyla izraelská armáda a arabské osídlení tu skončilo. Zástavba vesnice Rantija pak byla zcela zbořena, s výjimkou tří domů.
Jméno vesnice Nofech je inspirováno citátem z biblické Knihy Exodus 39,11, které je zmiňován výčet drahých kamenů – „v druhé řadě malachit, safír a jaspis“

## Demografie
Podle údajů z roku 2014 tvořili naprostou většinu obyvatel v Nofech Židé (včetně statistické kategorie "ostatní", která zahrnuje nearabské obyvatele židovského původu ale bez formální příslušnosti k židovskému náboženství). Jde o menší obec vesnického typu s dlouhodobě rostoucí populací. K 31. prosinci 2014 zde žilo 503 lidí. Během roku 2014 populace stoupla o 1,2 %.
| Rok            | 1961 | 1972 | 1983 | 1995 | 2001 | 2003 | 2004 | 2005 | 2006 | 2007 | 2008 | 2009 | 2010 | 2011 | 2012 | 2013 | 2014 |
| -------------- | ---- | ---- | ---- | ---- | ---- | ---- | ---- | ---- | ---- | ---- | ---- | ---- | ---- | ---- | ---- | ---- | ---- |
| Počet obyvatel | 196  | 200  | 154  | 239  | 323  | 348  | 341  | 362  | 371  | 395  | 405  | 428  | 449  | 474  | 467  | 497  | 503  |